# Lycaon
Lycaon es un género de mamíferos carnívoros de la familia de los cánidos. Este género hipercarnívoro y altamente cursorial se distingue por cúspides accesorias en los premolares.

## Evolución
Se ramificó del linaje de cánidos parecidos a lobos durante el Plio-Pleistoceno. Desde entonces, Lycaon se ha vuelto más ligero y tetradáctilo (animal que tiene cuatro dedos en sus extremidades), pero se ha mantenido hipercarnívoro. Lycaon sekowei se conoce del Plioceno y el Pleistoceno de Sudáfrica y era menos cursorial. Algunos autores consideran el subgénero Xenocyon extinto de Canis como ancestral tanto de Lycaon como de Cuon.

## Taxonomía
Fue descrita por Brokes en 1827 como un género monoespecífico, definiendo como especie tipo a Lycaon tricolor. Sin embargo, este taxón ya había sido descrito anteriormente, convirtiéndose en sinónimo de Hyaena picta (Temminck, 1820). En 2010 fue descrita una segunda especie, Lycaon sekowei, del Plio-Pleistoceno.

### Especies
El género Lycaon está compuesto por una especie viviente y una fósil:
- Lycaon pictus (Temminck, 1820)
- † Lycaon sekowei (Hartstone-Rose et al., 2010)